# Matosos
Matosos é uma aldeia portuguesa da freguesia de Pelariga, município de Pombal, distrito de Leiria, com aproximadamente 3 km² de área e cerca de 200 habitantes.